# Survivor Series: WarGames (2023)
Survivor Series WarGames 2023 fue un evento de pago por visión de lucha libre profesional y de WWE Network producido por WWE para sus divisiones de marca Raw y SmackDown que tuvo lugar el 25 de noviembre de 2023 en el Allstate Arena en Chicago, Illinois. Fue el trigésimo séptimo evento bajo la cronología de Survivor Series y el segundo consecutivo que incluye el concepto WarGames.
El evento también contó con varios regresos, como los de Randy Orton y R-Truth, quienes habían estado fuera por una lesión desde mayo y noviembre de 2022, respectivamente. Por su parte, CM Punk también haría su regreso a la empresa después de 9 años tras su última aparición en Royal Rumble 2014.

## Producción
Survivor Series es un evento anual de pago por visión (PPV) y WWE Network, producido cada noviembre por WWE desde 1987. Es el segundo evento de pago por visión más largo de la historia (por detrás de WrestleMania) y uno de los cinco eventos más importantes del año, junto con WrestleMania, SummerSlam, Royal Rumble y Money in the Bank. El evento se caracteriza tradicionalmente por tener combates de Survivor Series, que son combates de eliminación por equipos que suelen enfrentar a equipos de cuatro o cinco luchadores. Sin embargo, el 19 de septiembre de 2022, el ejecutivo de WWE Triple H anunció que en lugar de combates de Survivor Series, el evento de 2022 contaría con dos combates de WarGames, uno para los hombres y otro para las mujeres que serían de 5 contra 5, marcando la primera vez que un evento del roster principal de WWE contaría con este combate. El evento de 2022 pasó a llamarse Survivor Series: WarGames. La marca de desarrollo de WWE NXT celebró anteriormente un evento anual WarGames de 2017 a 2021.
El 7 de julio de 2023, WWE anunció que regresaría al Allstate Arena para Survivor Series 2023. Será su primer evento en la arena desde Hell in a Cell 2022.

## Antecedentes
En el episodio del 30 de octubre de Raw se anunció que el Campeón Intercontinental, Gunther, sería invitado al programa de entrevistas de The Miz, "Miz TV". Sin embargo, The Miz fue interrumpido por Giovanni Vinci y Ludwig Kaiser, quienes declararon que Gunther no aparecería. Después de algunas discusiones, Gunther salió y declaró que no respetaba a The Miz, quien luego dijo que el mismo era quien había vuelto a hacer prestigioso el Campeonato Intercontinental. Después de que Imperium comenzó a destruir el televisor del segmento, The Miz les atacó, pero Gunther tomó la delantera. Más tarde, The Miz le pidió al gerente general de Raw, Adam Pearce, un combate por el título contra Gunther, pero Pearce se negó, porque había otros que también querían una oportunidad titular. Luego se programó una Fatal 4-Way match para el siguiente episodio para determinar el retador de Gunther por el título en Survivor Series, el que fue ganado por The Miz.
En Crown Jewel, Zoey Stark fue parte de un Fatal 5-Way match por el Campeonato Mundial Femenino de Rhea Ripley, pero no logró ganar el combate. Sin embargo, en el episodio del 6 de noviembre de Raw, Stark ganó una batalla real para convertirse en la próxima retadora al título de Ripley en Survivor Series.
Durante varios meses, Seth Rollins, Cody Rhodes, Jey Uso y Sami Zayn habían estado involucrados en varias rivalidades con The Judgment Day (Finn Bálor, Damian Priest y Dominik Mysterio) y JD McDonagh, que incluyeron luchas por el Campeonato Mundial Peso Pesado de Rollins y el Campeonato Indiscutible en Parejas de WWE, en poder de Bálor y Priest. Al concluir el episodio del 6 de noviembre de Raw, se produjo una pelea entre los ocho hombres, por lo que Adam Pearce programó un combate WarGames en la cual Rollins, Rhodes, Jey y Zayn se enfrentarían a The Judgment Day en Survivor Series: WarGames. La semana siguiente, Rhodes y Priest fueron revelados como los líderes de sus respectivos equipos, mientras que McDonagh fue nombrado miembro oficial de Judgment Day. Al final de la noche, Drew McIntyre, quien había estado hablando con Rhea Ripley y tenía sus propios problemas pasados con Jey debido a la participación de The Usos en The Bloodline, ayudó a Bálor y Priest a retener el Campeonato Indiscutible en Parejas de WWE en una revancha contra Rhodes y Jey. En el siguiente episodio, McIntyre fue agregado al equipo de WarGames de Judgment Day y más tarde esa noche, derrotó a Jey para darle a su equipo la ventaja de WarGames. Luego se reveló que el quinto miembro del equipo de Rhodes era Randy Orton, quien regresaba de una lesión después de estar fuera de juego desde mayo de 2022, que lo mantuvo expectante, hasta de un posible retiro de los cuadriláteros.
En SummerSlam, Bianca Belair derrotó a Asuka y Charlotte Flair en una lucha de triple amenaza para ganar el Campeonato Femenino de WWE, pero inmediatamente después de la lucha, Iyo Sky cobró su contrato de Money in the Bank y derrotó a Belair para ganar el título. Después del evento, Damage CTRL (Sky, Bayley y Dakota Kai) comenzaron a tener un feudo con Asuka, así como con Flair, quien se puso del lado de ella. Damage CTRL también dañaría la rodilla de Belair, dejándola fuera durante los próximos meses. Durante este tiempo, Sky retuvo el campeonato en combates contra Asuka y Flair gracias a la interferencia de sus compañeras. En octubre, Belair hizo su regreso a la competición, enfrentándose a Sky en Crown Jewel, pero fue derrotada luego de una interferencia de Kairi Sane, que regresaba a WWE desde julio de 2020. En el siguiente SmackDown, Sky y Kai dijeron que trajeron a Sane para fortalecer su grupo. Sane elogió a Bayley por su liderazgo en Damage CTRL y también ofreció disculpas a Bayley por atacarla hace tres años. Luego, el grupo se abrazó, pero fueron interrumpidas por Belair, Flair y Asuka; la primera afirmó que afirmó erróneamente de Sky, creyendo que podría defender su título sin ayuda. Luego tuvo lugar una lucha por relevos australianos, que terminó sin resultado después de que Asuka traicionara a su equipo, reuniéndose posteriormente con Sane y uniéndose a Damage CTRL. Shotzi intentó detener el ataque, pero Damage CTRL la derribó. La semana siguiente, Damage CTRL desafió a Belair, Flair, Shotzi y una compañera de su elección –que luego se reveló como Becky Lynch, pese a que ella pertenecía a Raw–, a un combate de WarGames, que fue aceptado. Esa misma noche, WWE anunció que se llevaría a cabo una votación de los fanáticos patrocinada por Ruffles para determinar qué equipo recibiría la ventaja de WarGames.
En el episodio del 10 de noviembre de SmackDown, Rey Mysterio, junto con Latino World Order (LWO), abordó su derrota en Crown Jewel ante Logan Paul, quien le había ganado con el Campeonato de los Estados Unidos de forma controvertida. Carlito culpó a Santos Escobar por haber dejado una manopla en el borde del ring. Escobar luego abandonó el ring incrédulo ante la acusación, pero luego regresó para atacar a Mysterio, lesionándole la rodilla izquierda tras golpearla con los escalones de acero. La semana siguiente, Escobar dijo que Mysterio era su héroe, pero que, después de conocerlo, se dio cuenta de que estaba equivocado. Se produjo, entonces, un enfrentamiento con los otros miembros de LWO (Joaquin Wilde, Cruz del Toro y Zelina Vega). Carlito salió a auxiliar a Del Toro y Wilde, pero Escobar se escapó. Posteriormente, se programó un combate entre Carlito y Escobar para Survivor Series: WarGames. En el episodio del 24 de noviembre, ambos luchadores tuvieron un altercado y, mientras Carlito estaba siendo inmovilizado por los oficiales, Escobar lo atacó y, más tarde, volvió a golpearlo detrás del escenario. Carlito quedó descartado del combate de Survivor Series debido a una lesión y Dragon Lee, quien acudió en ayuda de Carlito detrás del escenario, tomó su lugar en el combate.

## Resultados
- Becky Lynch, Shotzi, Bianca Belair & Charlotte Flair derrotaron a Damage CTRL (Bayley, Iyo Sky, Kairi Sane & Asuka) en un WarGames Match (33:36).[16][17]
  - Lynch cubrió a Bayley después de un «Manhandle Slam» desde la segunda cuerda sobre una mesa.
  - Durante la lucha, Dakota Kai interfirió a favor de Damage CTRL.
- Gunther derrotó a The Miz y retuvo el Campeonato Intercontinental (12:20).[16][18]
  - Gunther forzó a The Miz a rendirse con un «Half Boston Crab»
- Santos Escobar derrotó a Dragon Lee (8:20).[16][19]
  - Escobar cubrió a Lee después de un «Phantom Driver».
- Rhea Ripley derrotó a Zoey Stark y retuvo el Campeonato Mundial Femenino (9:15).[16][20]
  - Ripley cubrió a Stark después de un «Riptide».
- Seth «Freakin» Rollins, Jey Uso, Sami Zayn, Cody Rhodes & Randy Orton  derrotaron a The Judgment Day (Finn Bálor, JD McDonagh, Damian Priest & Dominik Mysterio) & Drew McIntyre en un WarGames Match (34:20).[16][21][22]
  - Rhodes cubrió a Priest después de un «Cross Rhodes».
  - Durante la lucha, Rhea Ripley intentó que Priest canjeara el maletín Money in the Bank sobre Rollins, pero fue detenida por el ingreso de Orton.
  - Este fue el regreso de Randy Orton tras 18 meses de inactividad.
  - Después de la lucha, CM Punk hizo su regreso a WWE tras 9 años fuera de la compañía y 3 meses después de abandonar  All Elite Wrestling.

## [1]Enlaces externos
- Esta obra contiene una traducción total derivada de «Survivor Series (2023)» de Wikipedia en inglés, publicada por sus editores bajo la Licencia de documentación libre de GNU y la Licencia Creative Commons Atribución-CompartirIgual 4.0 Internacional.

- Datos: Q120442534

1. ↑  Mundo Lucha (25 de noviembre de 2023). «Resultados WWE Survivor Series 2023 – Mundo Lucha». MundoLucha.com. Consultado el 24 de enero de 2024.